# Ruetz

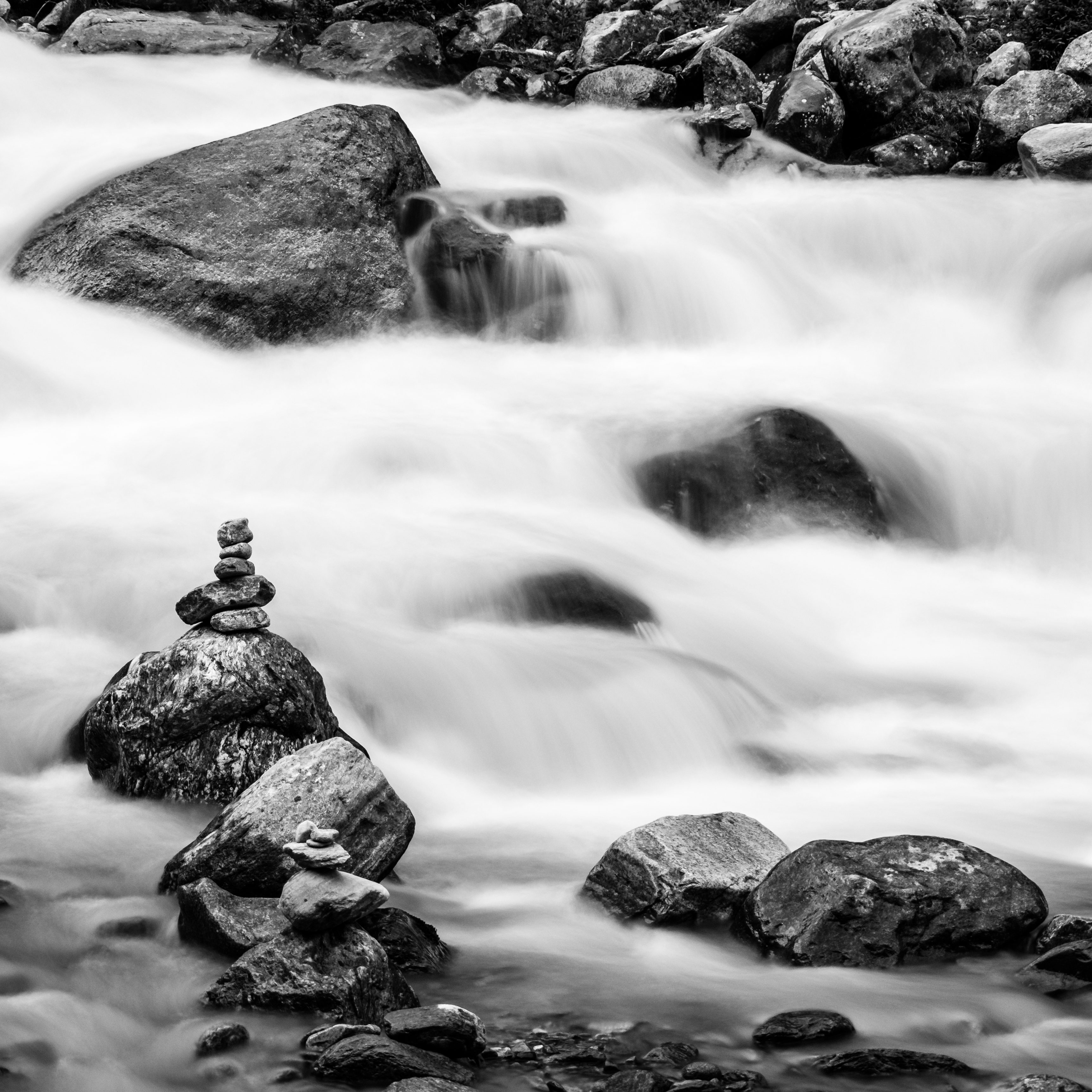
La rivière Ruetz, près de la cascade Grawa, juillet 2018.

La Ruetz est une rivière de la Stubaital, affluent gauche de la Sill puis de l'Inn en Autriche.

## Parcours
Elle prend sa source dans la vallée glaciaire de la Stubaital, au confluent des ruisseaux Fernaubach et Mutterberg sur le Mutterbergalm, directement à la station inférieure du domaine skiable de Stubaier Gletscher.
Le Ruetz coule en direction du nord-est, en passant d'abord par l'Unterbergtal, la partie supérieure de la Stubaital, puis passe ensuite à Fulpmes. Au-dessous de Fulpmes, le Ruetz a profondément creusé le fond de la vieille vallée sur lequel se trouvent Telfes et Mieders. À Schönberg, dans la Stubaital, elle se dirige vers le nord et coule dans une gorge étroite parallèle au Sill. Après que le Ruetz ait franchi le pont Étienne, elle rejoint la Sill près de l'Europabrücke, après un parcours de 25 km. À l'embouchure, se rencontrent les communes de Schoenberg, Mutters et Innsbruck. Elle alimente les chemins de fer locaux grâce à un barrage hydraulique au niveau du village de Fulpmes.
Comme tout torrent montagnard, la Ruetz est particulièrement dangereuse avec de nombreux rapides. Ses crues étaient redoutées avant la construction d'ouvrages destinés à son endiguement. Ses eaux sont de grande qualité et servent à approvisionner plusieurs communes en eau potable.

## Hydrographie
Le Ruetz a un bassin versant naturel de 321 km2, dont 24,6 km2 (7,7 %) sont glaciaires en 2007. En raison de la dérivation du ruisseau Alpeiner, dans la partie supérieure de l’Oberbergbach, le groupe de centrales de Sellrain-Silz a rappelé que la superficie effective de son captage est réduite de 23,7 km2. Le point culminant du bassin versant est le Zuckerhütl, à 3 507 m d'altitude.
Le débit moyen à Krössbach, à 20 km au-dessus de l’embouchure, est de 5,31 m3/s. Le Ruetz présente un régime d'écoulement nivo-glacial de forte amplitude, qui est fortement influencé par la fonte des neiges et des glaces. En hiver, le ruissellement est le plus faible, au printemps il augmente considérablement et atteint son maximum en été, avant de retomber rapidement à l’automne. Avec 14,2 m3/s, juillet est le mois où le débit est le plus élevé. La moyenne mensuelle du mois de juillet est 24 fois plus élevée que celle du mois de février, quand le débit est le plus faible avec 0,58 m3/s. Le débit moyen à Fulpmes, à 8,2 km au-dessus de l'embouchure, est de 9,52 m3/s.

## Économie

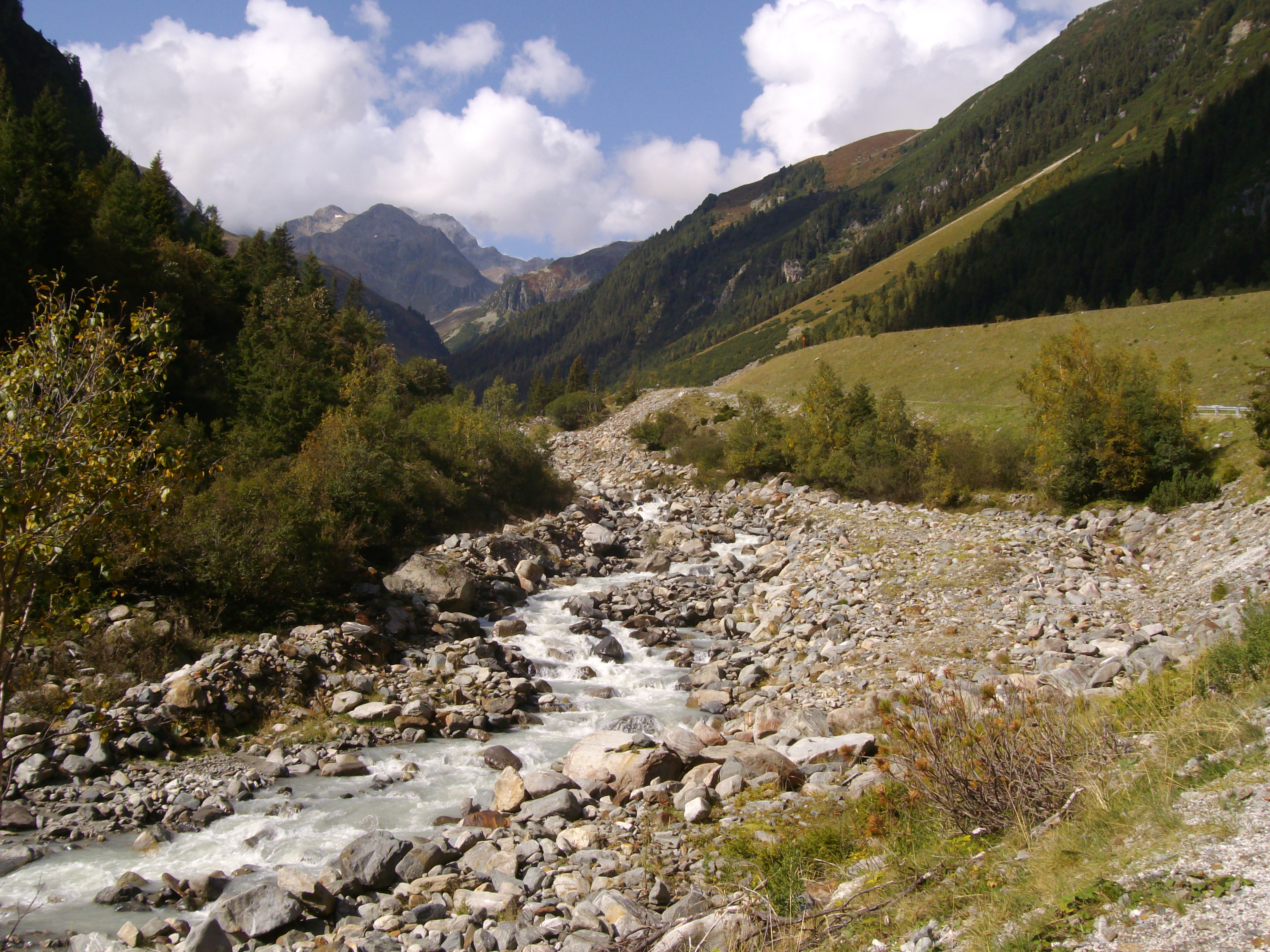
La partie supérieure du Ruetz dans le Unterbergtal.

De 1912 à 1983, les eaux du Ruetz de Fulpmes passaient par un aqueduc jusqu'à Schoenberg et de là par une conduite de pression conduisant à la centrale hydroélectrique de  Ruetzkraftwerk. Depuis 1983, une centrale électrique située à Fulpmes produit de l'électricité pour les chemins de fer fédéraux autrichiens, notamment pour l'approvisionnement en énergie du chemin de fer du Brenner.

## Histoire
Le Ruetz est mentionné pour la première fois vers 1250 en tant que Rutzein, puis en 1383 en tant que wazzer à Stubay Ruseinbach. Dans le livre de chasse de l'empereur Maximilien, on l'appelle Ruetz, mais dans son livre de pêche, elle porte le nom de Tal Stubacher Bach.